# Inácio de Loyola
Inácio de Loyola, nascido Iñigo López de Oñaz y Loyola (Azpeitia, 31 de maio de 1491 – Roma, 31 de julho de 1556), foi o fundador da Companhia de Jesus, uma ordem religiosa católica romana que teve grande importância na Reforma Católica, cujos membros são conhecidos como os jesuítas. Em 2009, a Companhia de Jesus era a ordem religiosa masculina mais numerosa na Igreja Católica.

## Biografia
Nascido em 31 de maio de 1491, na localidade de Loiola (em castelhano: Loyola), no atual município de Azpeitia, a cerca de vinte quilómetros a sudoeste de São Sebastião, no País Basco, recebeu o nome de Iñigo López de Oñaz y Loyola.
Inácio foi o mais novo de treze irmãos e irmãs. Sua mãe faleceu em seus primeiros anos de vida e seu pai faleceu quando tinha dezesseis anos de idade. Em 1506, tornou-se pajem de um familiar, Juan Velázquez de Cuellar, ministro do Tesouro Real (contador mayor) do reino de Castela durante o reinado de Fernando II de Aragão. Iñigo viveu em Arévalo, na casa de seu protetor de 1506 a 1517. Como cortesão, levou vida leviana, dançando, apostando, cortejando e, esgrimista experiente, duelando. Inácio tinha apetite pela vida militar e por fama, modelando as suas aspirações por romances de cavalaria tais como Amadis de Gaula.
Com a morte de D. Fernando, Velásquez de Cuellar teve seus bens apropriados pela rainha D. Germana de Foix. Cuellar faleceu em 1516. Em 1516, Inácio colocou-se a serviço do vice-rei de Navarra, António Manrique de Lara, Duque de Nájera. Segundo Villoslada "Iñigo de Loyola nunca foi capitão, nem soldado, nem oficial do exército. Era familiar do duque e seu gentil-homem". Gravemente ferido na batalha de Pamplona (20 de Maio de 1521), passou meses inválido, no castelo de seu pai. Durante o longo período de recuperação, Inácio procura ler livros para passar o tempo, e começa a ler a "Vita Christi", de Rodolfo da Saxônia, e a Legenda Áurea, sobre a vida dos santos, de Jacopo de Varazze, monge cisterciense que comparava o serviço de Deus com uma ordem cavalheiresca.

### Aspiração religiosa

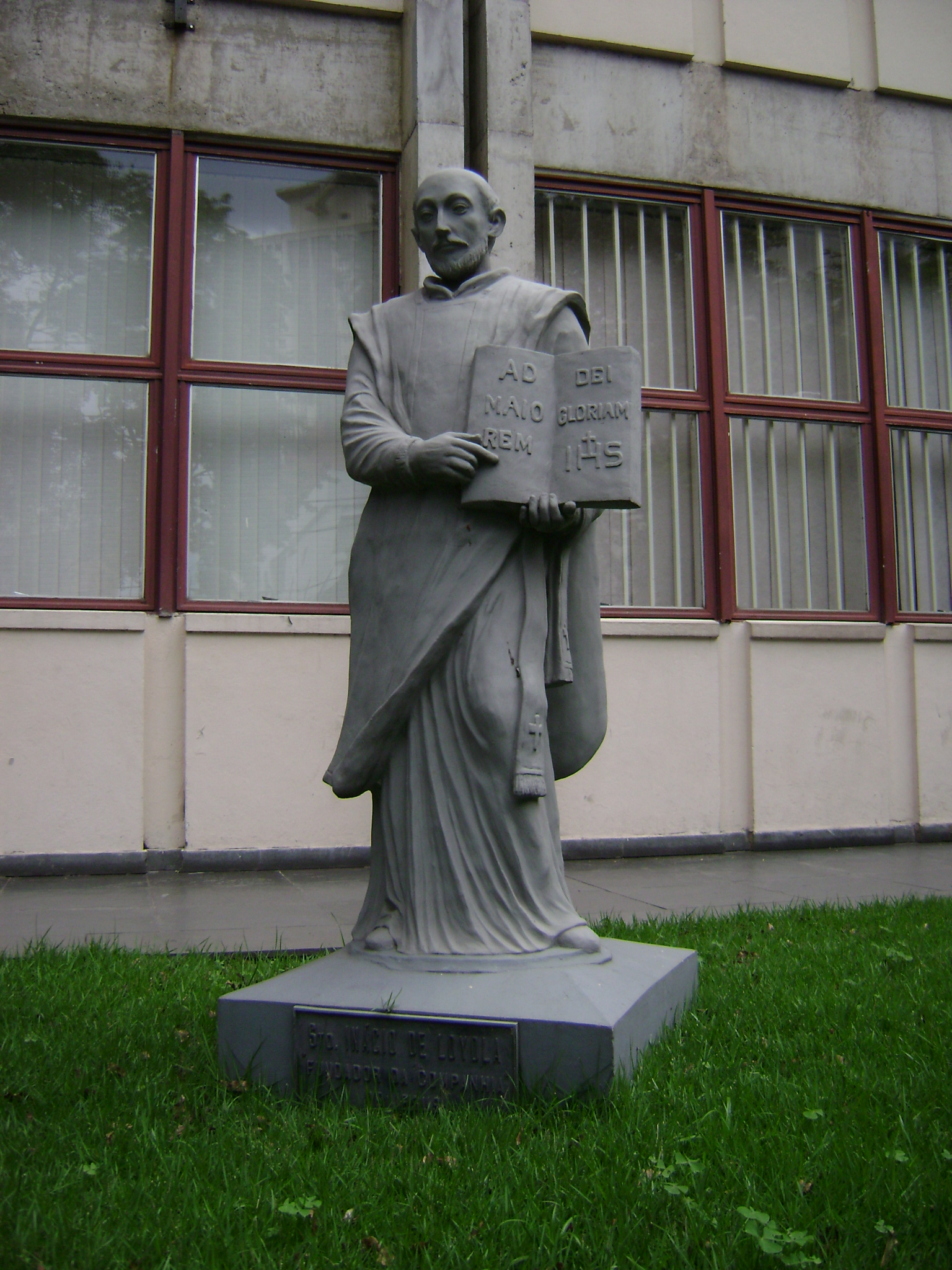
Estátua de Inácio de Loyola, em Belo Horizonte.

A partir destas leituras, tornou-se empolgado com a ideia de uma vida dedicada a Deus, emulando os feitos heroicos de Francisco de Assis e outros líderes religiosos. Decidiu devotar a sua vida à conversão dos infiéis na Terra Santa.

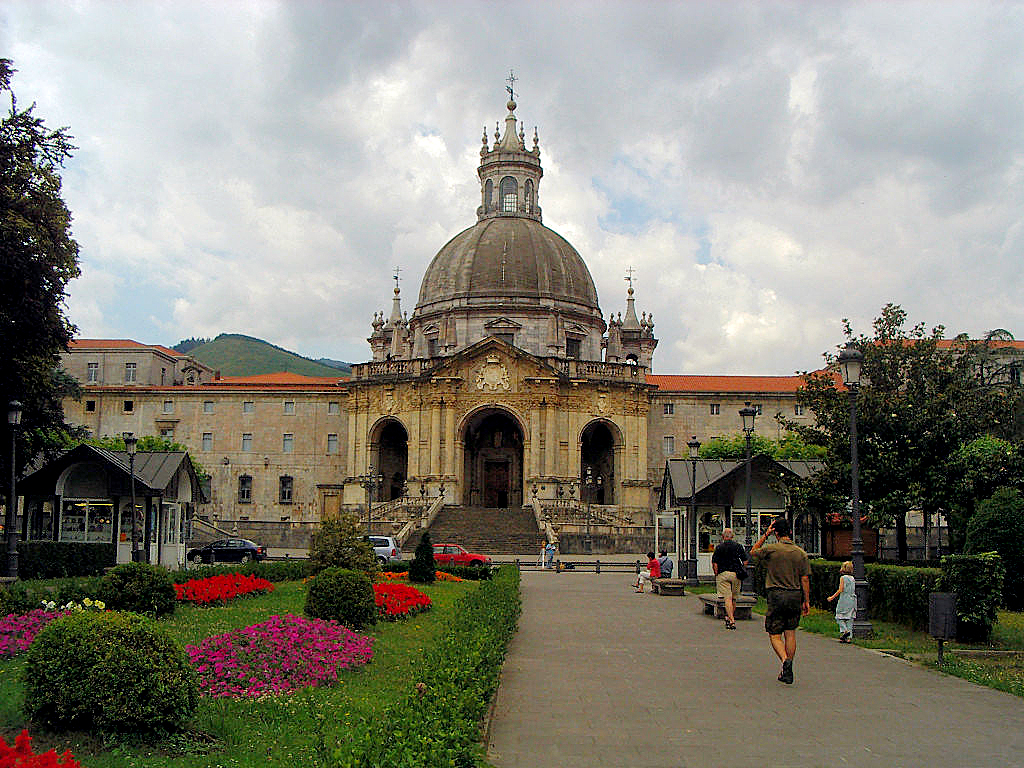
Basílica de Santo Inácio de Loyola, construída no local de seu nascimento.

Durante esse período, Inácio desenvolveu os primeiros planos dos Exercícios Espirituais, que iriam adquirir uma grande influência na mudança dos métodos de evangelização da Igreja; "o moinho para onde todos os jesuítas são atirados; eles emergem com caracteres e talentos diversos, mas as marcas impressas permanecerão indeléveis" (Cretineau-Joly).
Após ter recuperado a saúde, decidiu deixar a casa paterna em segredo e dedicar-se ao serviço da "Divina Majestade". Dirigiu-se ao Mosteiro de Montserrat, onde confessou-se durante três dias. Em 24 de Março de 1522, pendurou seu equipamento militar perante uma imagem da Virgem, despiu-se de suas roupas vistosas, doou-as a um mendigo e passou a vestir-se com um tecido de saco.  Em breve entrou no mosteiro de Manresa (apenas morou em um quarto do mosteiro como hóspede, mas não era monge), na Catalunha. Assumiu então um estilo de vida mendicante, impondo-se rigorosas penitências à imitação dos santos. Vivia de esmolas, privava-se de carne e vinho, frequentava a missa diária e rezava a Liturgia das Horas. Costumava visitar o hospital e levar comida para os doentes.
Em Manresa, teve diversas experiências espirituais e visões e também passou por diversas provações internas: o desânimo, a aflição e a "noite escura da alma" (termo cunhado por São João da Cruz, referente às vicissitudes decorrentes do estado de espírito  entre a incerteza e a dúvida quanto à fé). Passadas estas provações, teve o ânimo renovado diante de novas experiências espirituais. Conforme narrado em sua autobiografia: 
"Estas visões o confirmaram então e lhe deram tanta segurança sempre da fé, que muitas vezes pensou consigo: se não houvesse Escritura que nos ensinasse estas verdades de fé, ele se determinaria a morrer por elas, só pelo que vira". 
Também em Manresa, às margens do Rio Cardoner, fez uma experiência mística, conforme narrou mais tarde ao Pe. Luís Gonçalves da Câmara: 
"Estando ali assentado, começaram a abrir-se-lhe os olhos do entendimento … Em todo o decurso de sua vida, até os 62 anos de sua idade, não lhe parece ter alcançado tanto quanto daquela vez". 
A Virgem tornou-se objecto duma devoção cavaleiresca. Imagens militares tomaram grande relevo em sua contemplação religiosa.
A vivência interior deste período deu-lhe a matéria para escrever os Exercícios Espirituais.

### A viagem a Jerusalém
Em 1523, Inácio parte para Barcelona, decidido a ir para Jerusalém. Conseguiu uma passagem gratuita e as provisões vieram através da esmola. De Barcelona partiu para Roma, para obter o passaporte pontifício. De lá, segue para Veneza, onde embarca ao seu destino. Em Jerusalém, foi recebido pelos franciscanos. Na Terra Santa, visitou os lugares sagrados do cristianismo e decidiu permanecer vivendo ali. Entretanto, os franciscanos não lho permitiram e ele embarcou de volta a Veneza, onde chegou em janeiro de 1524. Seguiu para Barcelona. Diante dos planos frustrados de viver em Jerusalém, novos ideais surgiram: ajudar as almas. Para isto, decidiu estudar.

### Em Barcelona
Em Barcelona, viveu na casa de Inez Pascual, que conhecera quando esteve da primeira vez na Catalunha. Ali dedicou-se ao estudo do latim e dedicava-se à ajuda espiritual. Conquistou a estima de muitos e também sofreu maus tratos pela sua condição mendicante. Ajudou a Reforma do Mosteiro de Nossa Senhora dos Anjos, fazendo com que as monjas vivessem na clausura. Diversos cavaleiros e damas importantes vinham ouvi-lo.
A partir daí, Inácio pensa em reunir um grupo de pessoas para dedicar-se a reformar suas vidas e à Igreja. Reuniu três companheiros, que não prosseguiram neste projeto.
Após o domínio do latim, seu mestre o aconselhou a procurar a Universidade de Alcalá para prosseguir seus estudos.

### Em Alcalá, a Inquisição
Entrou na Universidade de Alcalá e recebeu abrigo no hospital Antezana sob os auspícios de Julián Martínez. Os três primeiros companheiros o seguiram. Aí permaneceu um ano e meio. Além dos estudos, dedicava-se à pregação e a dar os Exercícios Espirituais. Ganhou suspeita da Inquisição, que o denunciou ao vigário de Toledo. Era época de perseguição aos hereges alumbrados, o que levantou as suspeitas sobre Inácio. Inicialmente foi obrigado a usar vestes comuns. Depois foi preso, durante um mês e meio. Na prisão, continuava a ensinar e pregar. Por fim, nenhum mal foi encontrado em seus ensinamentos, mas foi-lhe obrigado vestir-se comumente e proibida a pregação.
Diante disto, Inácio e seus companheiros foram até o arcebispo de Toledo relatar o ocorrido. O arcebispo manteve a decisão do vigário, mas abriu-lhe as portas da Universidade de Salamanca.

### Em Salamanca, novamente a Inquisição
Vivendo em Salamanca, sua pregação ganhou fama. Confessava-se habitualmente num convento dominicano. Os religiosos do convento em contato com Inácio se intrigaram de como ele falava de Deus sem nunca ter estudado teologia. Isto despertou suspeitas dos dominicanos, que decidiram interrogá-lo e denunciá-lo. Novamente o peregrino foi preso. O vigário do bispo e professor da universidade foi visitá-lo e Inácio entregou-lhe o livrinho dos Exercícios Espirituais para exame. Após este exame por parte de doutores, nada encontraram que o condenasse. Inácio e seus companheiros foram libertados, mas proibidos de pregar até concluir quatro anos de estudos.  Diante disto, ele decide seguir sozinho para estudar em Paris. Em 1528, partiu.

### Estudos em Paris
Em 1528 entrou para a Universidade de Paris, no Colégio de Santa Bárbara, sob a orientação de Diogo de Gouveia, onde ficou sete anos e estendeu sua educação literária e teológica, tentando cativar o interesse dos outros estudantes para os seus exercícios espirituais. Em 1533, Inácio obtém a licença docente. Em 1534, tornou-se mestre em artes e tinha seis seguidores — Pedro Fabro, o único sacerdote do grupo, Francisco Xavier, Alfonso Salmeron, Diego Laynez e Nicolau Bobedilla, espanhóis, e Simão Rodrigues, português.
Os planos do grupo eram seguir para Jerusalém em 1537.

### Fundação da Companhia de Jesus
Em 15 de Agosto de 1534 ele e os outros seis fundaram a Companhia de Jesus na capela cripta de Saint-Denis, na Igreja de Santa Maria, em Montmartre, "para efetuar trabalho missionário e de apoio hospitalar em Jerusalém, ou para ir aonde o papa quiser, sem questionar". Em 1537 eles viajaram até Itália para procurar a aprovação papal a sua viagem à Terra Santa. O papa Paulo III concedeu-lhes a aprovação e permitiu que fossem ordenados padres. Foram ordenados em Veneza pelo bispo de Arbe (24 de junho).
Inicialmente, dedicaram-se a pregar e a efetuar obras de caridade na Itália. A guerra reatada entre o imperador, Veneza, o papa e os turcos otomanos, tornava qualquer viagem até Jerusalém pouco aconselhável.
Os companheiros decidiram esperar um ano na esperança de conseguirem chegar ao destino almejado. Neste período, iam dois a dois pelas terras venezianas a visitar prisões e hospitais, catequizar crianças, realizar obras de caridade.
Na companhia de Fabro e Lainez, Inácio viajou até Roma em outubro de 1538, para colocar-se à disposição do papa. No caminho, Inácio detém-se em oração em uma capela próxima a Roma, La Storta. Neste local, relata ter feito uma experiência profunda, que marcou decisivamente o futuro do grupo: viver em Roma.

### Novas suspeitas
Os companheiros estabeleceram-se então em Roma, onde pregavam em igrejas e praças e pediam esmolas nas ruas. Novas suspeitas foram levantadas sobre o grupo. Acusavam Inácio de fugitivo da Inquisição espanhola. O peregrino dirigiu-se então ao papa, solicitando que se abrisse um novo processo. Novamente sua obra foi examinada e nada foi encontrado que o condenasse.

### A nova Ordem
O Papa Paulo III, diante de um mundo em expansão, necessitava de missionários para terras longínquas, como as Américas e o Oriente. Contava com os jesuítas para esta tarefa. Além disso, novos companheiros queriam aderir ao grupo. Diante disto, verificou-se a necessidade de organizar a nova ordem, por meio de uma regra de vida. Apresentada ao papa, veio a aprovação verbal em 3 de setembro de 1539. A congregação de cardeais deu parecer positivo à constituição apresentada, e, em 27 de setembro de 1540, o Papa Paulo III confirmou a ordem, através da bula Regimini militantis Ecclesiae, que integra a "Fórmula do Instituto", onde está contida a parte mais substancial das regras da nova ordem. O número dos seus membros foi limitado a 60, mas tal limitação foi posteriormente excluída pela bula Injunctum nobis, de 14 de março de 1543.

### Superior Geral Jesuíta

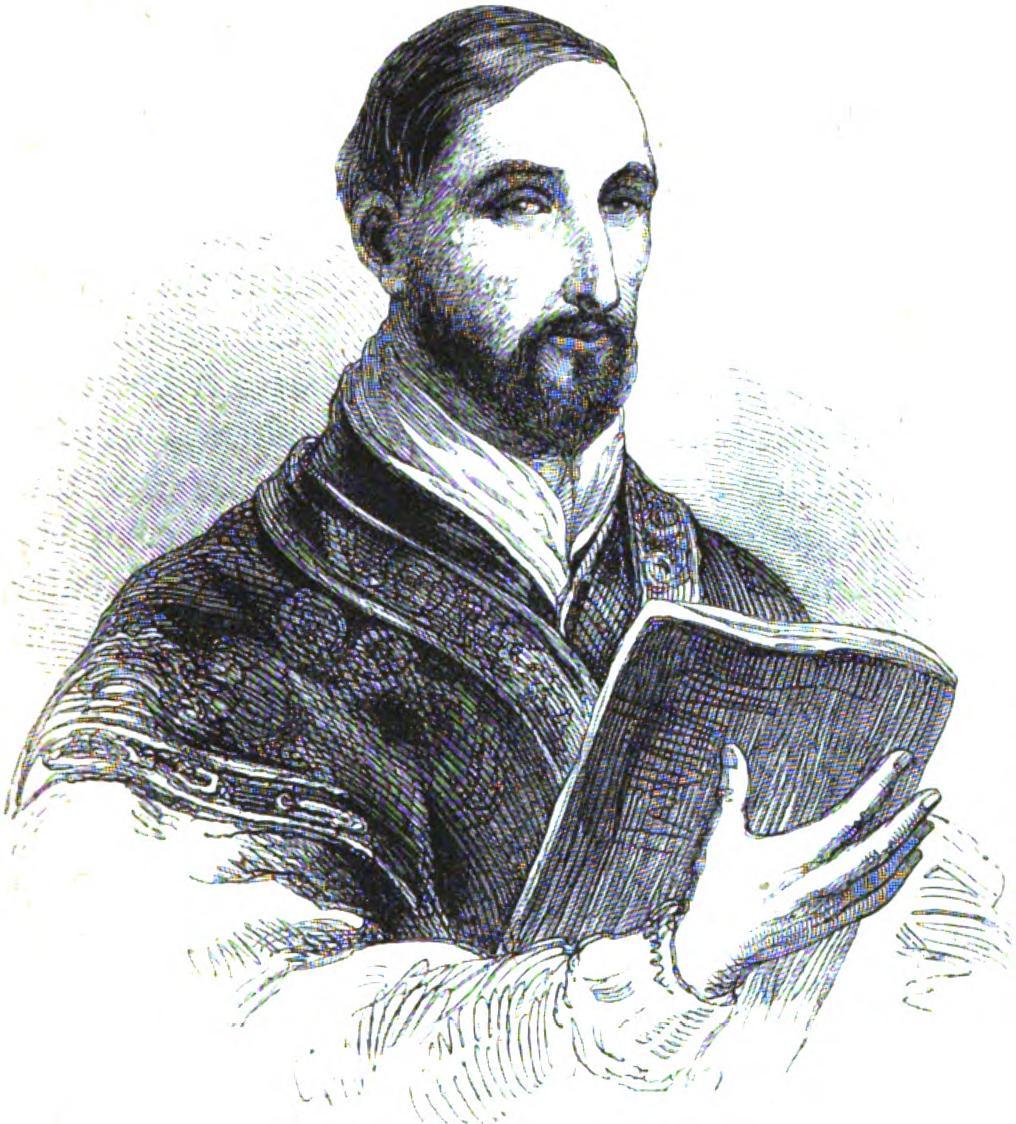
Ignatius Loyola.

Em Roma, seu apostolado respondia às necessidades que eram impostas pela realidade vivida. Dedicava-se à catequese de crianças, fundou a Casa de Santa Marta, para acolher prostitutas e outra instituição para acolher donzelas pobres, dava assistência aos órfãos e trabalhava pela conversão dos judeus de Roma.
Em 1551 criou o Colégio Romano, que viria a ser a atual Pontifícia Universidade Gregoriana, de ensino gratuito, que, adotando o sistema parisiense, renovou o ensino na Itália. Com o advento do Papa Paulo IV, desfavorável a Inácio, a obra passou por dificuldades financeiras. Em prol do sustento do colégio, a própria ordem teve que passar por muitas privações econômicas, até que fosse mantida pelo Papa Gregório XIII, 25 anos após a morte do fundador (daí o nome Universidade Gregoriana).
A Companhia nascente passou por diversas adversidades. Não possuía nenhuma fonte de renda fixa e era mantida por doações. Além disto, o novo estilo de vida da ordem despertava suspeitas a ponto de a Universidade de Paris decretá-la perigosa para a fé. Inácio manteve-se firme diante de todas estas adversidades e trabalhou intensamente nas Constituições do grupo.
Inácio escreveu as Constituições Jesuítas, adoptadas em 1554, que criaram uma organização hierarquicamente rígida, enfatizando a absoluta auto-abnegação e a obediência ao Papa e aos superiores hierárquicos (perinde ac cadaver, "disciplinado como um cadáver", nas palavras de Inácio). Seu grande princípio tornou-se o lema dos jesuítas: Ad Majorem Dei Gloriam (pela maior glória de Deus).
Também em 1548, foram impressos os Exercícios espirituais, objecto de inspecção pela Inquisição romana, tendo sido, no entanto, autorizados.
Entre 1553 e 1555, Inácio ditou sua experiência espiritual ao Pe. Gonçalves da Câmara, considerada pelo Pe. Nadal o seu testamento espiritual. Este texto originou a chamada Autobiografia, que, após a morte do peregrino, teve algumas cópias manuscritas e uma tradução para o latim. Entretanto, Francisco de Borja, o terceiro provincial jesuíta, encarregou o Pe. Ribadeneira de escrever uma biografia oficial de Inácio e proibiu a leitura e divulgação do texto autobiográfico, por considerá-lo perigoso. Somente em 1929, este texto foi resgatado e publicado em várias línguas.
Morreu em Roma em 31 de julho de 1556. Nesta data, os jesuítas eram aproximadamente 1 000, espalhados em 110 casas e 13 províncias. Eram 35 colégios em funcionamento e mais cinco aprovados.
Os jesuítas foram um grande factor do sucesso da Reforma Católica.
Em 2009, a Companhia de Jesus constituía-se na ordem religiosa masculina mais numerosa na Igreja Católica, com cerca de 18 500 membros, distribuídos por 127 países e cerca de 2 900 jesuítas em formação.

### Canonização
Foi canonizado a 12 de Março de 1622 pelo Papa Gregório XV. Festeja-se seu dia em 31 de Julho.

## Patrono dos Exercícios Espirituais
Em 1922, poucos meses após ser eleito papa, Pio XI declarou e constituiu Santo Inácio de Loyola "celestial Patrono de todos os Exercícios Espirituais e, por conseguinte, de todos os institutos, associações e congregações de qualquer classe que ajudam e atendem aos que praticam Exercícios Espirituais".

## Exercícios Espirituais no Vaticano
O Papa Pio XI publicou, por ocasião de seu jubileu sacerdotal, em 1929, a Encíclica "Mens nostra: Sobre os Exercícios Espirituais", na qual comunicava aos fiéis a sua decisão de estabelecer anualmente um retiro baseado nos Exercícios Espirituais para o Papa e membros da Cúria Romana. Desde então, salvo algumas exceções, retiros inacianos são realizados todos os anos no Vaticano. Inicialmente ocorriam na primeira semana do Advento. Com o papa Paulo VI, os exercícios passaram a ser realizados na primeira semana da Quaresma.